# Thurzo-Haus (Levoča)

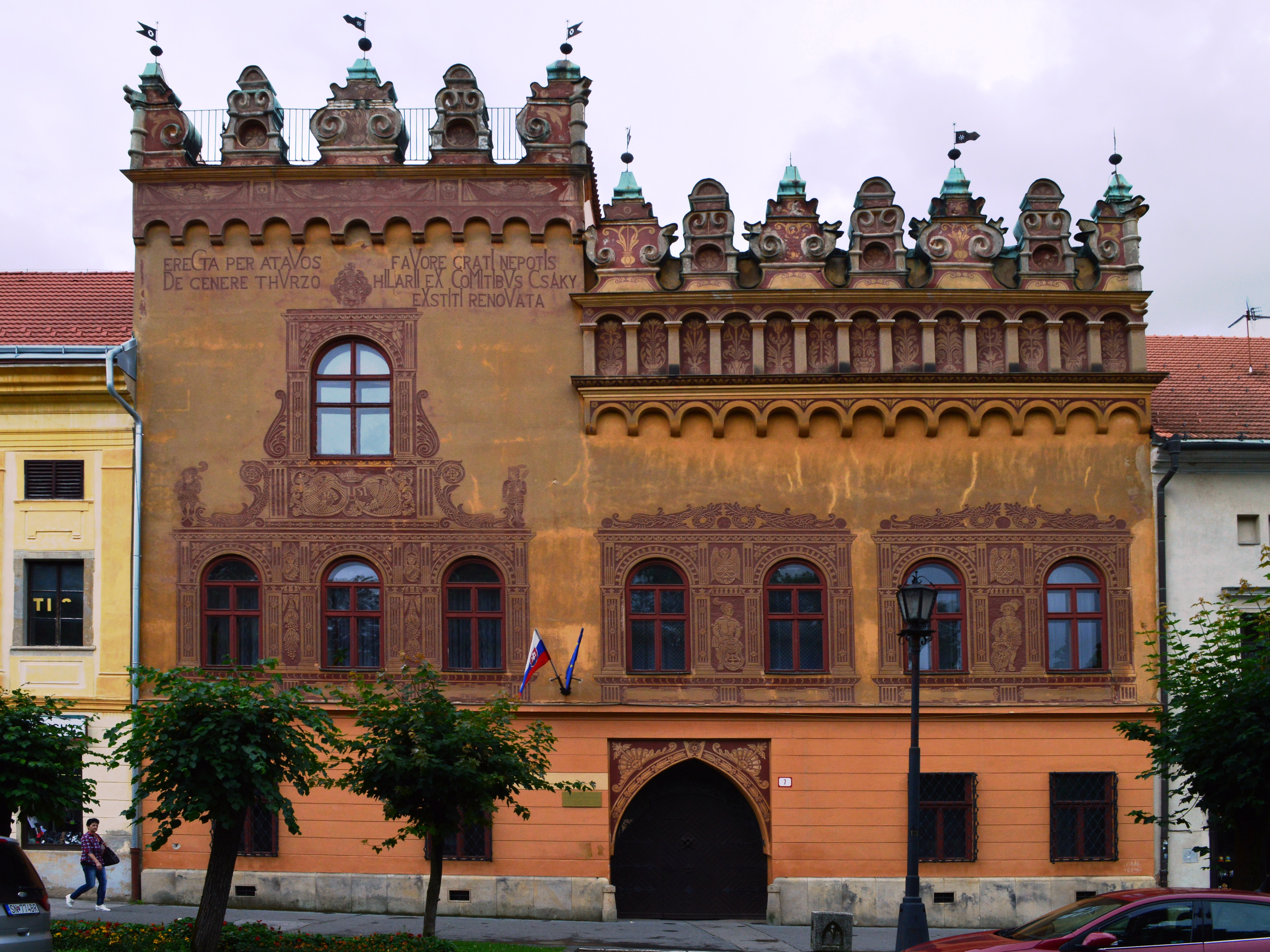
Frontansicht des Thurzo-Hauses

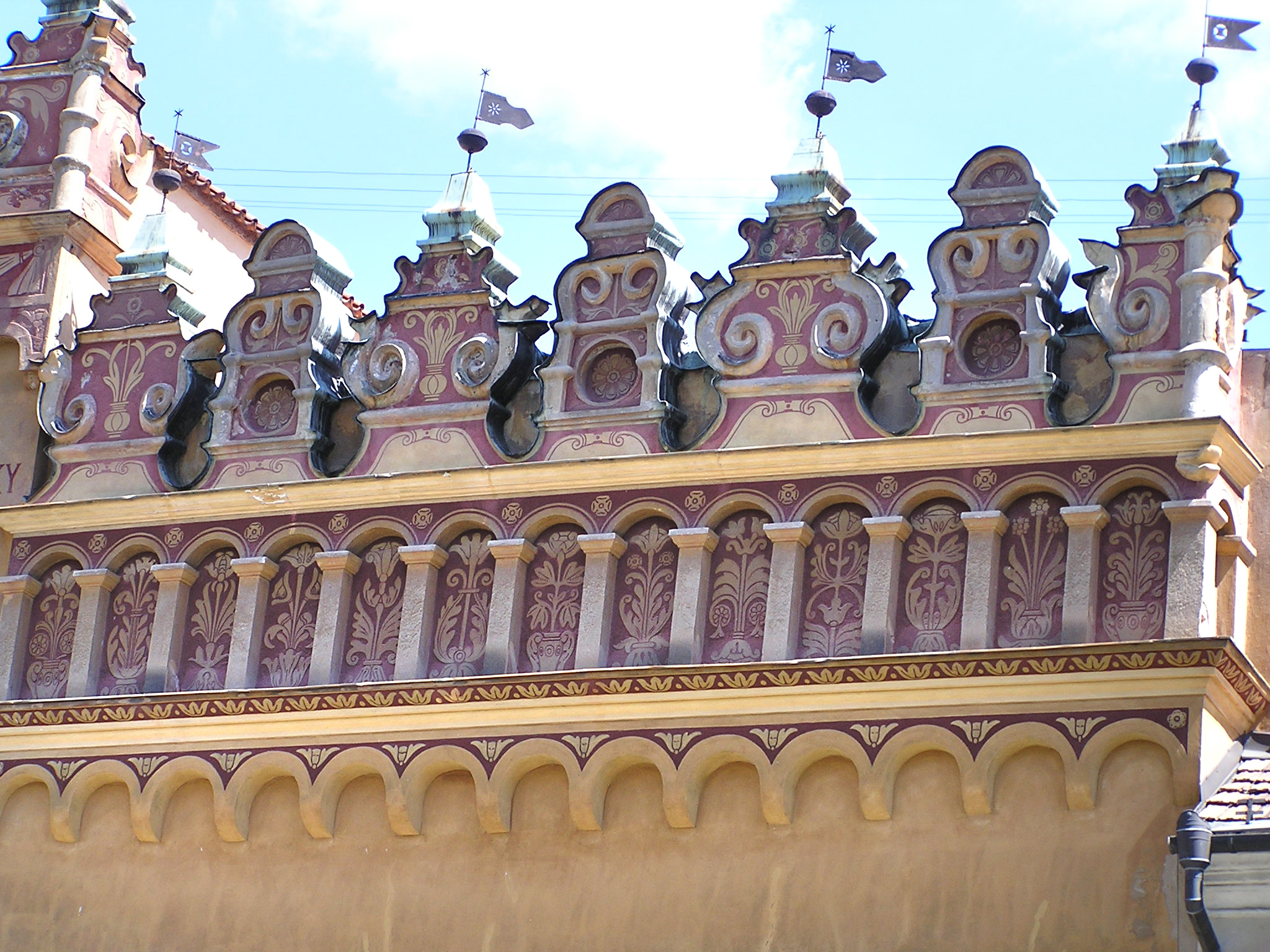
Detail der Renaissance-Attika

Das Thurzo-Haus (slowakisch Thurzov dom) ist ein Bürgerhaus in der slowakischen Stadt Levoča (deutsch Leutschau). Es befindet sich im nordöstlichen Teil des Marktplatzes (Anschrift Námestie Majstra Pavla 7) und fällt äußerlich durch seine Renaissance-Attika sowie reichen Sgraffitoschmuck auf.
Das Haus entstand im 16. Jahrhundert durch einen Umbau zweier älterer gotischer Häuser und gehörte mehreren bedeutenden Familien und Geschlechtern, darunter der Kaufmannsfamilie Thurzo. 1534 schenkte Georg Thurzo das Anwesen an Martin Sygler, dessen Wert mit 150 Gulden vergleichsweise hoch war. Damals handelte es sich um eines der größten städtischen Häuser. Nach dem Stadtbrand von 1550 wurde einer der reichsten städtischen Kaufleute Joseph Hirscher Besitzer und ließ das Haus im Stil der Renaissance wesentlich umbauen und erweitern. Im 17. Jahrhundert hatte es drei Geschosse, mit gewölbten Räumen im Erd- und ersten Geschoss. Im zweiten Geschoss befanden sich Lagerräume. 1780 kam es zu einer teilweisen Barockisierung, 1824 wurde das Haus noch einmal umgebaut, wobei die Kuppel des Treppenhauses durch den Leutschauer Maler Joseph Czauczik ausgemalt wurde. Der letzte Besitzer, Vidor Csáky, ließ 1903–1904 die Fassade durch Schüler der Kunstschule in Budapest nach einem Entwurf des Professors Stephan Groh mit Neorenaissance-Sgraffiti verzieren. Sie gingen über die Wiederherstellung der ursprünglichen Renaissancefassade hinaus und brachten u. a. die Wappen der Thurzos, der Csákys, des Komitats Zips sowie der Stadt Leutschau auf. An den Abschluss der Arbeiten erinnert das Chronostichon ERECTA PER ATAVOS / DE CENERE THVRZO // FAVORE CRATI NEPOTIS / HILARII EX COMITIBVS CSÁKY / EXSTITI RENOVATA (MDCCCLXXVVVVVIIIIIIIII = 1904).
Bis 1945 gehörte das Haus den Grafen Csáky, kurz nach der Besetzung der Stadt durch die Rote Armee in den Schlusstagen des Zweiten Weltkriegs in Europa war es zwei Tage lang Sitz des Stabs des tschechoslowakischen Armeegenerals und späteren Präsidenten Ludvík Svoboda. Seit 1949 ist es Sitz einer regionalen Niederlassung des Staatsarchivs.